# Xã Union, Quận Franklin, Missouri
Xã Union (tiếng Anh: Union Township) là một xã thuộc quận Franklin, tiểu bang Missouri, Hoa Kỳ. Năm 2010, dân số của xã này là 17.940 người.